# 童建明
童建明（1963年6月—），浙江淳安人，中华人民共和国政治人物。1985年11月加入中国共产党，1986年8月参加工作。中国人民大学法律系刑法专业毕业，法学硕士学位，一级大检察官。

## 经历
1986年8月，供职于最高人民检察院法纪检察厅。1991年4月，任最高人民检察院办公厅副处级干部、检察长办公室副主任。1995年12月，任最高人民检察院办公厅主任助理。1997年1月，任最高人民检察院办公厅副主任。2002年5月，任政治部副主任。2005年3月，任办公厅主任。
2013年2月，任河北省人民检察院检察长、党组书记。2017年7月，任中共河北省委常委、秘书长、省直机关工作委员会书记。
2018年6月22日，被任命为最高人民检察院副检察长。2020年5月20日起，升任最高人民检察院常务副检察长、党组副书记（正部长级）。